# Aureole Hills
Aureole Hills är en kulle i Antarktis. Den ligger i Västantarktis. Argentina, Chile och Storbritannien gör anspråk på området. Toppen på Aureole Hills är 1 080 meter över havet.
Terrängen runt Aureole Hills är kuperad åt nordväst, men åt sydost är den bergig. Trakten är obefolkad. Det finns inga samhällen i närheten.